# Sunyi-lyuk
A Sunyi-lyuk a Duna–Ipoly Nemzeti Park területén lévő Pilis hegységben, a Csúcs-hegyen található egyik barlang. A Csúcs-hegy 11 barlangja közül ez a leghosszabb.

## Leírás
Csobánka szélén, a Csúcs-hegy északnyugati, felhagyott mészkőbányájának déli peremén helyezkedik el a természetes jellegű, vízszintes tengelyirányú, 80×80 centiméteres bejárata. A kőfejtőben lévő Berda József emléktáblától délre, 10 méterre, 6 méterrel magasabban nyílik. Az emléktáblától induló kis ösvény vezet fel a bejáratához.
Felső triász dachsteini mészkőben, freatikus körülmények között keletkezett a 41 méter hosszú barlang. A bejárat után, öt méteres kúszást követően lehet elérni a barlang hasadékjellegű folyosóját, amelyben oldásformák, cseppkőlefolyások, függőcseppkövek, tetaráták és borsókövek figyelhetők meg. A hasadék tág, kényelmesen járható és képződményekben gazdag. A bejárás közben figyelni kell a talajt, mert a barlang középső részén kutatóakna található. Szépek a képződményei és a formakincse, rongálási nyomok nincsenek. Megtekintéséhez barlangjáró alapfelszerelés szükséges.
A barlangban talált csontok két csoportra oszthatók koruk alapján. Az idősebb csontleletek a Würm-glaciális elejéről származnak. Ebből az időből hat egyed, barlangi medve, ló, vadszamár, rénszarvas, bölény, vagy őstulok csontjai kerültek elő és a csontokon tarajos sül rágási nyomait fedezték fel. A fiatalabb csontleletek, őz, mezei nyúl, borz, házi macska, vaddisznó, róka, nagytestű madár, valószínűleg pulyka csontok legfeljebb néhány ezer évesek.
Előfordul az irodalomban Sunyi-luk (Kraus 1997) és Sunyi luk (Kucsera 1993) neveken is. 1990-ben volt először Sunyi-lyuknak nevezve a barlang az irodalmában.

## Kutatástörténet
1989-ben az Aragonit Barlangkutató Csoport fedezte fel az addig ismeretlen barlangot. A bokrok tövében lévő, kőtörmelékkel teli kis nyílást kibontva egy hat méter hosszú kuszoda után egy hat méter magas hasadékot fedeztek fel, amelynek tetején gömbfülkéket, függőcseppköveket és cseppkőkérget találtak. A hasadékfolyosó vízszintes volt. A járószintet barna agyag töltötte ki. Az agyagban függőleges és vízszintes légrés volt megfigyelhető. A légrést tágítani kezdték és a kitöltésben nagy mennyiségű állatcsontot találtak. A csontokat megmutatták Kordos Lászlónak, aki meghatározta korukat és fajtájukat. A feltárás során a Földtani Intézet szakemberei régészeti mentést végeztek.
Az 1990. évi Karszt és Barlangban az olvasható, hogy 1989 nyarán az Aragonit Barlangkutató Csoport a Berda József emléktábla közelében egy új, körülbelül 16 méter hosszú barlangot tárt fel, amelynek neve Sunyi-lyuk. A kitöltésből Würmből származó csontmaradványok kerültek elő. 1990-ben Kárpát József rajzolta meg hosszmetszet térképét keresztmetszettel, amely 1:100 méretarányban készült. 1990-ben is kutatta az Aragonit Barlangkutató Csoport. A Kárpát József által írt 1991-es kéziratban meg van említve, hogy a Sunyi-lyuk (Csobánka) 17 m hosszú, 9 m mély és kutatás alatt áll. 1991-ben a csoport nem végzett benne feltáró munkát, csak szórványos hőmérsékletméréseket, és a barlangban lévő, megrongált, balesetveszélyes csúszdát kijavította. Kordos László megállapította, hogy a Kis Tamás-likból 1991. július 7-én gyűjtött csontok valószínűleg fiatalabbak a Sunyi-lyukból korábban előkerült csontoknál.
Az Aragonit Barlangkutató és Természetbarát Egyesület tervezte, hogy 1993-ban folytatja a kutatását és lezárja a bejáratot. Az egyesület 1996-os jelentése szerint a barlang 6 m-es hasadék, amelyet ebben az évben megtisztítottak. 1997. május 28-án Regős József mérte fel és a felmérés alapján 1997. május 31-én Kraus Sándor szerkesztette meg alaprajz térképét három keresztmetszettel, amely 1:100 méretarányban készült. 1997. májusban Kraus Sándor rajzolt helyszínrajzot, amelyen a Csúcs-hegy barlangjainak földrajzi elhelyezkedése van ábrázolva. A rajzon látható a Sunyi névvel jelölt barlang földrajzi elhelyezkedése. Kraus Sándor 1997. évi beszámolójában az olvasható, hogy az 1997 előtt is ismert Sunyi-luknak volt már térképe 1997 előtt. 1997-ben készült el az új térképe. A barlang jelentős, amely további kutatást igényel. A jelentésbe bekerült az 1997-es helyszínrajz.